# Kalendarz koptyjski
Kalendarz koptyjski – kalendarz koptyjskiego Kościoła ortodoksyjnego. Rok dzielony jest na 13 miesięcy, z czego pierwszych 12 ma po 30 dni, a ostatni jest miesiącem interkalacyjnym o długości pięciu lub sześciu dni, zależnie od tego czy rok jest przestępny.
Rok koptyjski zaczyna się w święto Neyrouz, pierwszy dzień miesiąca nazywanego Tout. W latach pomiędzy 1900 i 2099 n.e. (włącznie), wypada on 11 września w kalendarzu gregoriańskim (lub 12 września, jeśli jest to w kalendarzu gregoriańskim rok przestępny).
Co czwarty rok (bez wyjątku) jest rokiem przestępnym, tak jak w kalendarzu juliańskim.
Skrótowym określeniem dla roku kalendarzowego jest A.M. czyli "Anno Martyrum" (łac. w roku męczenników).
Początek kalendarza koptyjskiego to 1 Tout 1 A.M. Odpowiada on dacie 29 sierpnia 284 roku n.e. w kalendarzu juliańskim, czyli 1 września 284 roku n.e. w kalendarzu gregoriańskim (w tym przypadku jest to tzw. data proleptyczna).
22 koiak (kiahk) 1716 to prawdopodobnie 1 stycznia 2000 roku.